# 柯比 (印地安納州)
柯比（英語：Curby）是位於美國印地安納州克勞福德縣的一個非建制地區。該地的面積和人口皆未知。

## 地理
柯比的座標為38°17′15″N 86°22′38″W / 38.28750°N 86.37722°W，而該地的平均海拔高度為232米（即761英尺）。